# Pere Tutusaus
Pere Tutusaus, född den 19 oktober 1990 är en spansk roadracingförare.

## Roadracingkarriär
Efter att ha blivit fyra i Spanska öppna 2007 fick Tutusaus överraskande en styrning i MVA Mapfre Aspar till 2008. Tutusaus motsvarade inledningsvis inte resultatskraven för en förare i toppteamet. Han blev dock bäste Asparförare i vätan på Le Mans med en tolfteplats.